# Tsamey Kontamaoua
Tsamey Kontamaoua (auch: Kantamawa, Kontamaoua, Samey, Tsamay, Tsamey Koutoumaou) ist ein Dorf in der Stadtgemeinde Madarounfa in Niger.

## Geographie
Das Dorf liegt am linken Ufer des Trockentals Goulbi de Maradi. Es befindet sich rund sechs Kilometer südöstlich des urbanen Zentrums von Madarounfa, der Hauptstadt des gleichnamigen Departements Madarounfa, das zur Region Maradi gehört. Weitere Siedlungen in der Umgebung von Tsamey Kontamaoua sind Kourfin Koura im Nordosten, Dan-Issa im Südosten und N’Yelwa im Süden.
Tsamey Kontamaoua ist Teil der Übergangszone zwischen Sahel und Sudan. Die durchschnittliche jährliche Niederschlagsmenge beträgt hier zwischen 400 und 500 mm.

## Bevölkerung
Bei der Volkszählung 2012 hatte Tsamey Kontamaoua 1821 Einwohner, die in 248 Haushalten lebten. Bei der Volkszählung 2001 betrug die Einwohnerzahl 1359 in 208 Haushalten und bei der Volkszählung 1988 belief sich die Einwohnerzahl auf 1677 in 237 Haushalten.
Die Zone entlang des Trockentals gehört zu den am dichtesten besiedelten und zugleich zu den ärmsten Nigers, mit erhöhter Unterernährung.

## Wirtschaft und Infrastruktur
Es sind mehrere zementierte Brunnen vorhanden, über die jedoch in der Trockenzeit nur wenig Wasser bereitgestellt werden kann. Es gibt eine Schule im Dorf. Durch Tsamey Kontamaoua verläuft die 54,4 Kilometer lange Nationalstraße 18 zwischen der Regionalhauptstadt Maradi und der Staatsgrenze zu Nigeria. Es handelt sich um eine einfache Erdstraße.